# Erik Prince
Erik Dean Prince (* 6. června 1969 Holland, Michigan) je americký podnikatel a bývalý důstojník Námořnictva USA, známý jako zakladatel společnosti Blackwater Worldwide, společnosti zaměřené na bezpečnostní služby. V roce 2009 se firma Blackwater přejmenovala na Xe Services a v roce 2011 na Academi. Do roku 2009 sloužil v různých orgánech této společnosti jako její předseda, prezident a výkonný ředitel. V roce 2010 byla společnost Blackwater Worldwide prodána skupině soukromých investorů. Prince v současné době řídí soukromou kapitálovou společnost Frontier Resource Group, je předsedou Frontier Services Group Ltd a zakladatelem společnosti XE Worldwide.

## Život
Erik Prince se narodil 6. června 1969 ve městě Holland, v Michiganu jako syn Edgara D. Prince a jeho manželky Elsy. Byl nejmladším ze 4 dětí a jeho rodina byla silně protikomunisticky zaměřená. Vystudoval křesťanskou střední školu v Hollandu.
Jeho otec začal svou kariéru jako obchodník, který si vydělával 40 centů za hodinu. V roce 1965 založil Prince Machine Corporation, která se stala dodavatelem automobilového průmyslu a nakonec miliardovou společností. Jak podnik začal vydělávat, Prince začal investovat část zisku prostřednictvím Prince Group do dalších aktivit a vytvořil síť společností a nemovitostí v hodnotě miliardy dolarů.
Prince a jeho otec cestovali po celém světě, navštívili např. koncentrační tábor Dachau v Německu, rozdělený Berlín a Normandii. Podle jeho matky tyto výlety udělaly velký dojem na tehdy mladého Prince. V roce 1992 se stal katolíkem poté, co ho ke katolicismu přivedla jeho první žena, a sám sebe označuje za praktikujícího člena církve. Prince působil jako viceprezident Prince Foundation (nadace), kterou založila jeho rodina. V 90. letech založil nadaci Freiheit (Svoboda). Prince často podporuje finančně organizace s křesťanskými idejemi. Finančně podporoval muslimský sirotčinec v Afghánistánu a postavil mešity na základnách Blackwater.
V současné době žije Prince ve městě Middleburg ve Virginii a v Abu Dhabi, ve Spojených arabských emirátech. Má blízko ke Stevu Bannonovi, Trumpovu bývalému hlavnímu stratégovi. Starší sestra Prince Betsy DeVos vede ministerstvo vzdělání. Je švagrem bývalého prezidenta Alticor (Amway) Dicka De Vos. První manželka Joan Nicole zemřela v roce 2003 ve věku 36 let na rakovinu. Měli spolu 4 děti. Přiznal o sobě, že měl aféru s pečovatelkou jejich děti Joanna Ruth Houck, zatímco jeho žena umírala. Prince a Houck se vzali v roce 2004. Nyní je ženatý s Stacy DeLuke, bývalou mluvčí Blackwater. Celkem má Prince sedm dětí, jeho nejmladší se jmenuje Charles Donovan Prince po Williamu Donovanovi.

## Aktivity
Blackwater: Prince založil firmu v roce 1997, další informace viz Blackwater – outsourcing Armády US, kontroverzní aktivity společnosti Blackwater ve válce v Afghánistánu a Iráku. Aféra kolem informace, že někteří členové měli v Iráku zabít neozbrojené civilisty. Založení firmy připisuje Prince vyvražďování národa ve Rwandě
Frontier Resource Group (dále jen FSG): Prince vede soukromou kapitálovou společnost s názvem Frontier Resource Group a je předsedou/výkonným ředitelem Frontier Services Group Ltd (dále jen FSG), která je investiční a logistickou společností. Společnost poskytuje leteckou a logistickou službu, on-line informační služby o finančních trzích v Africe, Evropě, Čínské lidové republice. Nabízí správu letadel, zasilatelství, logistické poradenství a skladové služby. FSG podporuje čínské investice do ropy a plynu v Africe. Na stránkách společnosti FSG se hovoří o tom, že založili síť regionálních poboček podporující její byznys v Asii, na Stř. východě a v Africe s centrálním managementem a vedením v Dubaji (Global Security Center). Skupina udržuje flotilu více než 20 letadel s leteckými platformami v Evropě, Asii a na Stř.východě. Frontier Services Group Ltd. byla známa pod názvem DVN Holdings Ltd. ale v roce 2014 byla přejmenována. Největším akcionářem ve společnosti FSG je čínský konglomerát CITIC Group, který vlastní 28,4% akcií společnosti, China Taiping, která vlastní 7,84%, Trinity Gate a investor Chun Shun Ko.
Airborne Technologies GmbH: Prince měl získat 25% podíl v této rakouské společnosti. Tento podíl mu měl zprostředkovat počátkem roku 2013 izraelský občan Dorian Barak, který také Prince zastupoval na představenstvu společnosti Některé zdroje označují tuto společnost za Princovu soukromou leteckou jednotku 
LASA Technologies: V různých zdrojích se spekuluje o aktuální provázanosti bulharské společnosti LASA Engineering s Princem. Princ tuto společnost založil a pomáhat mu měl Dorian Barak.
Afghánistán:
2017 – Prince zde zastával řešení, že by se Armáda USA měla nahradit žoldáky.
Irák:
2004, 2007 – Blackwater je spojován médii s incidentem z jara 2004, kdy bylo v Iráku bezdůvodně zabito několik civilistů. Po dalším incidentu v roce 2007 při ochraně amerického diplomatického konvoje mělo být zabito na 14 civilistů, poté irácká vláda zrušila agentuře licenci pro území tohoto státu. V roce 2015 byly odsouzeny k vysokým trestům za incident v Iráku 4 zaměstnanci společnosti Blackwater za incident z roku 2007.
Spojené arabské emiráty:
2010 – Po sérii obvinění a vyšetřování vedeném Kongresem Prince odchází do SAE. (NYTimes)
2017 – SAE, Kirill Dmitriev: Prince měl cestovat v lednu 2017 do SAE na pozvání prince Mohammed bin Zayed Al-Nahyan, aby se setkal s některými potencionálními zákazníky. Mimo jiné se zde dle svých slov neplánovaně sešel s Kirillem Dmitrievem. Další informace viz *)
Detailní popis událostí v zajímavém článku "From the Seychelles to the White House to Cambridge Analytica, Erik Prince and the UAE are key parts of the Trump Story" (Ze Seychel do Bílého domu, do Cambridge Analytiky, Erik Prince a SAE jsou klíčovými částmi Trumpova příběhu viz . Pozn. Osoby z Cambridge Analyticy založily společnost Emerdata Ltd. a na začátku roku 2018 se objevili noví členové v představenstvu Emerdata Ltd.- Rebekah and Jennifer Mercer, Cheng Peng, Chun Shun Ko Johnson, který je obchodním partnerem Prince a Ahmed Al Khatib -"občan Seychel". V r. 2017 SCL měla mít velkou zakázku ve prospěch SAE týkající se negativních informací o Kataru. Přehled událostí týkajících se SAE, Kirill Dmitriev, Cambridge Analytica, Emerdata, SCL a dalších osob od roku 2010 do roku 2018 viz 
Libye:
2017 – Plán Prince jak prostřednictvím soukromé policie zastavit tok migrantů z Afriky přes Libyi do EU  Informace o Eriku Princovi, SAE a speciálních operacích v Libyi viz 
Afrika:
Súdán: V květnu 2014 bylo oznámeno, že Prince odstoupil od plánu vybudovat ropnou rafinérii v Jihosúdánské republice, do které již bylo investováno na 10 mil USD. Tuto rafinérii měl údajně osobně podporovat prezident Súdánu Salva Kiir Mayardit.
Keňa: V Keni mělo FSG získat akcie ve dvou keňských leteckých společnostech Kijipwa Aviation and Phoenix Aviation jako logistický servis pro místní průmysl ropy a zemního plynu. V říjnu 2014 Keňský úřad pro civilní letectví neobnovil Kijipwa Aviation povolení k létání.
Mosambik:
2017 – O plánech Prince stát se partnerem ve 3 Mosambických společnostech – Ematum, ProIndicus a společnost Mozambique Asset Management, Tyto společnosti si půjčily od Credit Suisse Group AG a ruského VTB Capital přibližně 2 miliardy dolarů na vybudování rybářského loďstva, loděnic a systému námořní bezpečnosti od roku 2013 do roku 2014. Dle slov Prince má FSG smlouvu na vstup do joint venture a plánuje pomoci zemi s ilegálním rybařením 
Čína:
Prince pomáhá Číně s projektem nové Hedvábné stezky. Finanční prostředky společnosti FSG budou použity k rozšíření globální stopy, týmů, růstu základny aktiv a podpoře provozních požadavků na provozní kapitál pro projekty napříč Belt & Road.
V Beijingu založil Prince soukromou bezpečnostní tréninkovou školu – The International Security Defense College (Mezinárodní vysokou školu bezpečnosti a obrany, nad kterou drží patronát FSG. Jedná se o největší soukromé školící zařízení zaměřené na bezpečnost v Číně. Dle vyjádření Prince, cílem těchto aktivit je ochrana čínských zájmů v Africe a v Asii, nejedná se o podporu čínské policie či vojáků. Prince o svém byznysu v Číně sdělil, že ho nedělá kvůli patriotismu, ale kvůli penězům. Prince je v Číně celebritou, se kterou se rádi ukazují i členové Komunistické strany, CITIC (vazba na FSC) je jen kousek od čínské vlády a Blackwater je vyhledávanou značkou v oblasti bezpečnosti v Číně.
Izrael:
V Izraeli měl Prince vazby na Ariho Harrowa, bývalého blízkého spolupracovníka Benjamina Netanyahu a na Doriana Baraka, finančníka a spolupracovníka Ari Harowa. Barak pracoval jako vedoucí oddělení fúzí, akvizic a rozvoje obchodu v mezinárodní divizi Bank Hapoalim. V tisku se objevují konkrétní informace o investicích do izraelských společností, o Barakově obchodní provázanosti s čínským kapitálem.
USA:
2016 – Podporoval kampaně zamířené proti H. Clintonové a naopak finančně dotuje kampaň pro D. Trumpa. V roce 2016 přispěl částkou 250 tis.USD na Trumpovu prezidentskou kampaň a 100 tis. USD na politický akční výbor Make America Number 1 (Udělej Ameriku číslem 1), jehož předsedkyní je Rebekah Mercer. Dle informací Jeremy Scahills, který se odvolává na nejmenovaného informátora, Prince radí Trumpovi ve výběru osob, stejně jako ve vojenských a bezpečnostních otázkách.
3. srpna 2016 se v Trump Tower setkal Donald Trump Jr. s vyslancem zastupujícím korunní prince Spojených arabských emirátů a Saúdské Arábie – Mohammed bin Zayed Al Nahyan z Abú Dhabi a Mohameda bin Salmana, libanonským obchodníkem Georgem Naderem, který nabídl pomoc v prezidentské kampani pro zvolení Trumpa. Setkání zahrnovalo také Erika Prince a Joel Zamel-u, izraelského specialistu na manipulaci se sociálními médii. Prince se ve svém slyšení před Kongresem o své účasti na této schůzce nezmínil.
2018 – Robert S. Mueller (vyšetřovací komise – Prezidentské volby v USA 2016) prošetřuje schůzku Prince na Seychelách s Kirill Dmitriev, šéfem Russian Direct Investment Fund v roce 2017.

## Publikace
- Erik Prince – Civilian Warriors (Civilní válečníci) [20], ve které dle svých slov popisuje pravdivý příběh společnosti Blackwater.
- Erik Prince – Inside Blackwater: The True Story of the World's Most Controversial Company by the Man Who Founded It (Uvnitř Blackwater:Pravdivý příběh nejkontroverznější firmy na světě od muže, který ji založil).